# 艾辛格山

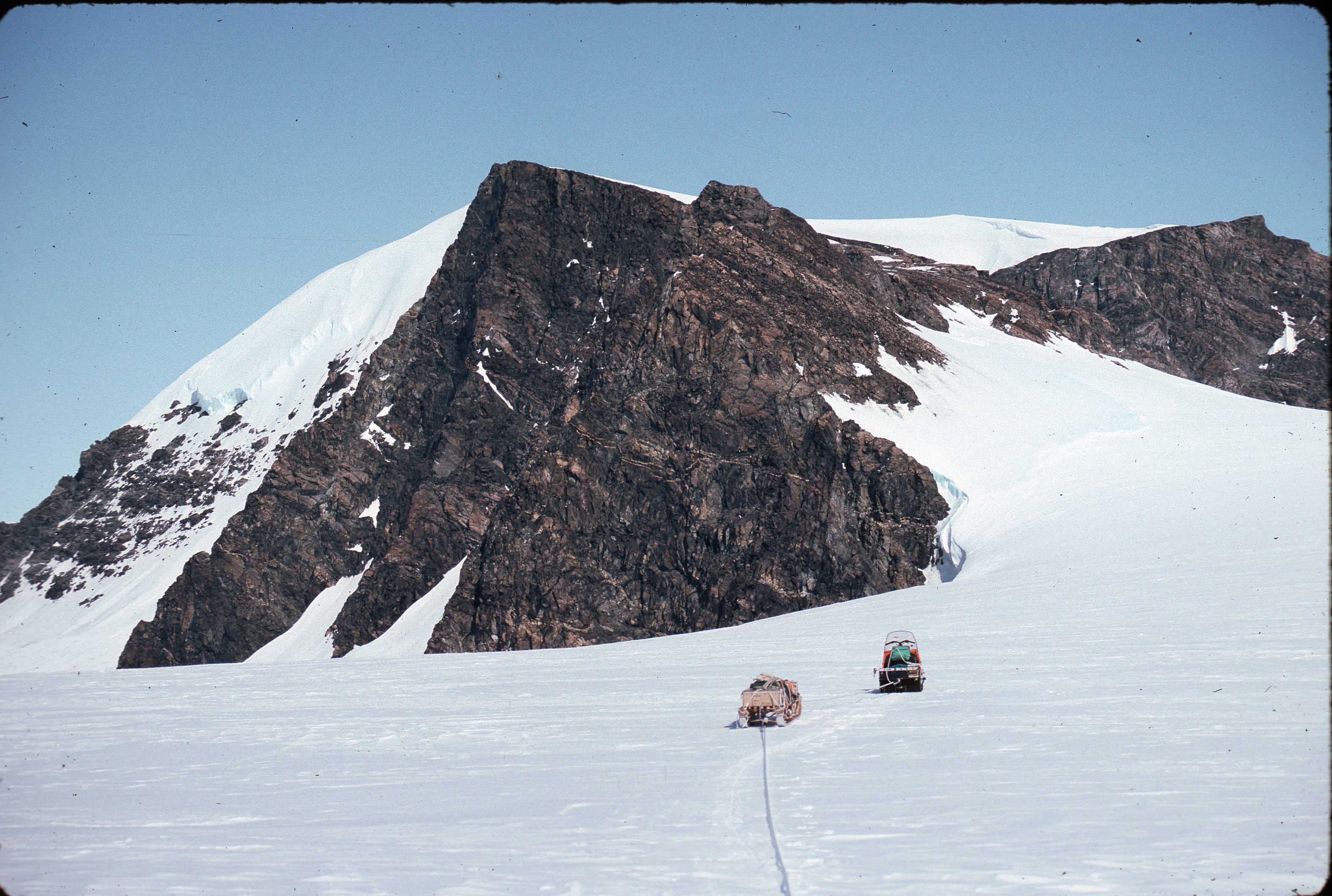

艾辛格山是南極洲的山峰，位於帕爾默地，由美國地質調查局繪入地圖，海拔高度500米，以當局的地形學工程師命名，現時由南極條約體系管理。
70°2′S 67°44′W / 70.033°S 67.733°W